# Episodi de I detectives (prima stagione)
La prima stagione della serie televisiva I detectives (The Detectives) è andata in onda negli Stati Uniti dal 16 ottobre 1959 al 27 maggio 1960 sulla ABC.
| nº | Titolo originale             | Titolo italiano                   | Prima TV USA     | Prima TV Italia |
| -- | ---------------------------- | --------------------------------- | ---------------- | --------------- |
| 1  | The Streger Affair           | Il caso Streger                   | 16 ottobre 1959  |                 |
| 2  | Shot in the Dark             | Uno sparo nella notte             | 23 ottobre 1959  |                 |
| 3  | The Hiding Place             | Il nascondiglio                   | 30 ottobre 1959  |                 |
| 4  | Decoy                        | La trappola                       | 6 novembre 1959  |                 |
| 5  | Murderous Deadline           | Appuntamento per un omicidio      | 13 novembre 1959 |                 |
| 6  | The Bait                     | L'esca                            | 20 novembre 1959 |                 |
| 7  | My Name Is Tommy             | Mi chiamo Tommy                   | 27 novembre 1959 |                 |
| 8  | Back-Seat Driver             |                                   | 4 dicembre 1959  |                 |
| 9  | Two-Time Loser               | Fuga pericolosa                   | 11 dicembre 1959 |                 |
| 10 | The Long Drive               | La festa d'addio                  | 18 dicembre 1959 |                 |
| 11 | Masquerade                   | Lo zio George                     | 25 dicembre 1959 |                 |
| 12 | Life in the Balance          | Una vita in bilico                | 1º gennaio 1960  |                 |
| 13 | Karate                       | Karatè                            | 8 gennaio 1960   |                 |
| 14 | Blue Fire                    | Diamante azzurro                  | 15 gennaio 1960  |                 |
| 15 | My Brother's Keeper          | Il caso Gabe Conway               | 22 gennaio 1960  |                 |
| 16 | House Call                   | L'operazione                      | 29 gennaio 1960  |                 |
| 17 | The Trap                     | L'assassino cortese               | 5 febbraio 1960  |                 |
| 18 | Conspiracy of Silence        | La congiura del silenzio          | 12 febbraio 1960 |                 |
| 19 | Twelve Hours to Live         | 12 ore di vita                    | 19 febbraio 1960 |                 |
| 20 | Anatomy of Fear              | Anatomia della paura              | 26 febbraio 1960 |                 |
| 21 | Armed and Dangerous          | Senza uscita                      | 4 marzo 1960     |                 |
| 22 | The Bad Eye of Rose Rosetti  | Il malocchio di Rosa Rosetti      | 11 marzo 1960    |                 |
| 23 | Time and Tide                | Col passare del tempo             | 18 marzo 1960    |                 |
| 24 | Little Girl Lost             | La bambina dispersa               | 25 marzo 1960    |                 |
| 25 | The Chameleon Truck          | Il furgone truccato               | 1º aprile 1960   |                 |
| 26 | The Old Gang                 | La vecchia banda                  | 8 aprile 1960    |                 |
| 27 | The Bodyguards               | Le guardie del corpo              | 15 aprile 1960   |                 |
| 28 | The Prowler                  | A caccia di preda                 | 22 aprile 1960   |                 |
| 29 | Face Down, Floating          | Galleggiando a faccia in giù      | 29 aprile 1960   |                 |
| 30 | The Long Jump                | Salto nel vuoto                   | 6 maggio 1960    |                 |
| 31 | Trial by Fire                | La prova del fuoco                | 13 maggio 1960   |                 |
| 32 | The Retirement of Maria Muir | L'ultimo spettacolo di Maria Muir | 20 maggio 1960   |                 |
| 33 | Song of Songs                | Il Cantico dei cantici            | 27 maggio 1960   |                 |

## The Streger Affair
- Prima televisiva: 16 ottobre 1959
- Diretto da: Arnold Laven
- Scritto da: Palmer Thompson

### Trama
- Guest star: Frank Gorshin (Billy McGirth), Jean Hagen (Alice Streger), Paul Keast (Alfred Streger), Johnny Seven (Danny Falto)

## Shot in the Dark
- Prima televisiva: 23 ottobre 1959
- Diretto da: Arnold Laven
- Scritto da: Christopher Knopf

### Trama
- Guest star: George Dunn (Sooky), Bart Bradley (Carlos), Robert Carricart (Lavelli), Lin McCarthy (ufficiale Forbes), Michael Lord (Pio), John Newland (Howard Jenson)

## The Hiding Place
- Prima televisiva: 30 ottobre 1959
- Diretto da: Joseph H. Lewis
- Scritto da: Donald S. Sanford

### Trama
- Guest star: Jay North (Bobby Cooper), Herb Armstrong (Chadsko), Virginia Gregg (Mrs. Cooper)

## Decoy
- Prima televisiva: 6 novembre 1959

### Trama
- Guest star: Jack Lambert (Decker), Gloria Blondell (Verna), Bruce Gordon (Eddie Wilson)

## Murderous Deadline
- Prima televisiva: 13 novembre 1959

### Trama
- Guest star: Lawrence Dobkin (Marty Colusa), Hollis Irving (Edie), John Sebastian (Chino)

## The Bait
- Prima televisiva: 20 novembre 1959

### Trama
- Guest star: George Cisar (Mac), Steve Conte (Nick), Alan Napier (Bishop), Phil Arnold (Sam), Charles Horvath (Karl), Jay Adler (Chickie Myers)

## My Name Is Tommy
- Prima televisiva: 27 novembre 1959

### Trama
- Guest star: Arlene Fields (cameriera), William Kendis (poliziotto), Jan Arvan (titolare del negozio), Florence MacMichael (Stella), Lorna Thayer (donna), Eugène Martin (Tommy)

## Back-Seat Driver
- Prima televisiva: 4 dicembre 1959
- Diretto da: Arnold Laven
- Scritto da: Meyer Dolinsky

### Trama
- Guest star: Richard Evans (Phil Russo), Richard Devon (Vince), Amzie Strickland (madre), Paul Engle (Eddie), William Boyett (operatore radio)

## Two-Time Loser
- Prima televisiva: 11 dicembre 1959

### Trama
- Guest star: Claire Carleton (Aggie), Bruce Gordon (Kirk)

## The Long Drive
- Prima televisiva: 18 dicembre 1959

### Trama
- Guest star: Virginia Vincent (Grace Bannion)

## Masquerade
- Prima televisiva: 25 dicembre 1959

### Trama
- Guest star: Mary Murphy (Susie Morgan), Lawrence Tierney (Terrazi)

## Life in the Balance
- Prima televisiva: 1º gennaio 1960

### Trama
- Guest star: Argentina Brunetti (Mrs. Moretti), Marc Lawrence (Rocco), Arlene Martel (Lucy), John Considine (Dante Moretti), Tito Vuolo (Short Man), Naomi Stevens (Zia Clara), Catherine Mazzola (bambina), Augusta Merighi (Mary Badies), Arthur Batanides (Anthony Silvano)

## Karate
- Prima televisiva: 8 gennaio 1960
- Diretto da: Ted Post
- Scritto da: Gene Roddenberry

### Trama
- Guest star: Shirley O'Hara (Mrs. Stalker), Nora Marlowe (Mrs. Braun), Teru Shimada (Harada), Frank DeKova (Nordoff), Dennis Moore (Braun), Dale Van Sickle (ufficiale Nolan), John Anderson (Will Stalker)

## Blue Fire
- Prima televisiva: 15 gennaio 1960

### Trama
- Guest star: Joey Faye (Willie), Charles Tannen (Hank), Michael Pate (Lyman)

## My Brother's Keeper
- Prima televisiva: 22 gennaio 1960
- Diretto da: Don Medford
- Scritto da: Herbert Abbott Spiro

### Trama
- Guest star: Olan Soule (Maxwell), Della Sharman (Suzy), Constance Cameron (cassiere)

## House Call
- Prima televisiva: 29 gennaio 1960

### Trama
- Guest star: David Halper (Richard), Mary La Roche (Nora Maitland), Pernell Roberts (Rod Halleck), Fay Spain (Mary Collins)

## The Trap
- Prima televisiva: 5 febbraio 1960
- Diretto da: Don Medford

### Trama
- Guest star: Cathy O'Donnell (Laurie Dolan), Wesley Lau (Carl Ryan)

## Conspiracy of Silence
- Prima televisiva: 12 febbraio 1960

### Trama
- Guest star: Simon Oakland (Nick Stahl), Bert Freed (Joe Travis)

## Twelve Hours to Live
- Prima televisiva: 19 febbraio 1960

### Trama
- Guest star: Eileen Harley (Clare), Rita Lynn (Ella), Harry Townes (Harvey), Al Ruscio (Rudy Landex)

## Anatomy of Fear
- Prima televisiva: 26 febbraio 1960

### Trama
- Guest star: John Anderson (Spencer), Arthur Batanides (Crawford), Jolene Brand (Ann)

## Armed and Dangerous
- Prima televisiva: 4 marzo 1960
- Diretto da: William Graham
- Scritto da: Louis Pelletier

### Trama
- Guest star: William Boyett (Hailey), Mary Munday (Mrs. Hailey), Denise Alexander (Donna), Gene Wood (donna), Wolfe Barzell (assistente/ addetto), George Grizzard (Harry)

## The Bad Eye of Rose Rosetti
- Prima televisiva: 11 marzo 1960

### Trama
- Guest star: Frank Puglia (Guido), Augusta Merighi (Rosa Rosetti)

## Time and Tide
- Prima televisiva: 18 marzo 1960

### Trama
- Guest star: Robert Middleton (Big Jim Davis), Linda Watkins (Mary Davis)

## Little Girl Lost
- Prima televisiva: 25 marzo 1960

### Trama
- Guest star: Eileen Ryan (Mrs. Sharman), Eileen Chesis (Annie Sharman), George Mitchell (Roubal)

## The Chameleon Truck
- Prima televisiva: 1º aprile 1960

### Trama
- Guest star: James Bell (Kirby), Burt Metcalfe (Howard), Mary Webster (Nancy)

## The Old Gang
- Prima televisiva: 8 aprile 1960

### Trama
- Guest star: Norma Crane (Anna Novak), Sheridan Comerate (Jim Novak), John Apone (Eddie Williams)

## The Bodyguards
- Prima televisiva: 15 aprile 1960
- Diretto da: James P. Yarbrough
- Scritto da: Palmer Thompson

### Trama
- Guest star: Ed Prentiss (Edward Harley), Paul Mazursky (Charlie Grimes), J. Pat O'Malley (Barney Melson), Charles Davis (Smitty), Sandra Warner (Lou), Charles McGraw (Mike Anders)

## The Prowler
- Prima televisiva: 22 aprile 1960

### Trama
- Guest star: Marsha Hunt (Kate Moore), John Anderson (Henry Long)

## Face Down, Floating
- Prima televisiva: 29 aprile 1960
- Scritto da: Michael Plant

### Trama
- Guest star: Spring Byington (Maudie), Harry Ellerbe (Norman)

## The Long Jump
- Prima televisiva: 6 maggio 1960

### Trama
- Guest star: Chief Jay Strongbow (Bellhop), Arthur Hanson (lettore notiziario), Enid Jaynes (Joan), Adam Williams (Eddie Furman)

## Trial by Fire
- Prima televisiva: 13 maggio 1960

### Trama
- Guest star: Nancy Anderson (Betty), Joseph V. Perry (Ed), Jack Weston (Jack Reway), James Douglas (Arthur), K. L. Smith (uomo), Darryl Hickman (ufficiale Locke)

## The Retirement of Maria Muir
- Prima televisiva: 20 maggio 1960

### Trama
- Guest star: Robert Williams (constable), Michael Harris (Operator), Robert Cornthwaite (Judd Winters), John van Dreelen (dottor Fredericks), Eva Gabor (Maria Muir)

## Song of Songs
- Prima televisiva: 27 maggio 1960

### Trama
- Guest star: Fred Beir (Seth Trawler), Henry Corden (Roland Potter), Rita Duncan (Sybil Fair), Elizabeth Wilson (Beatrice Faustina)